# Sa Figu

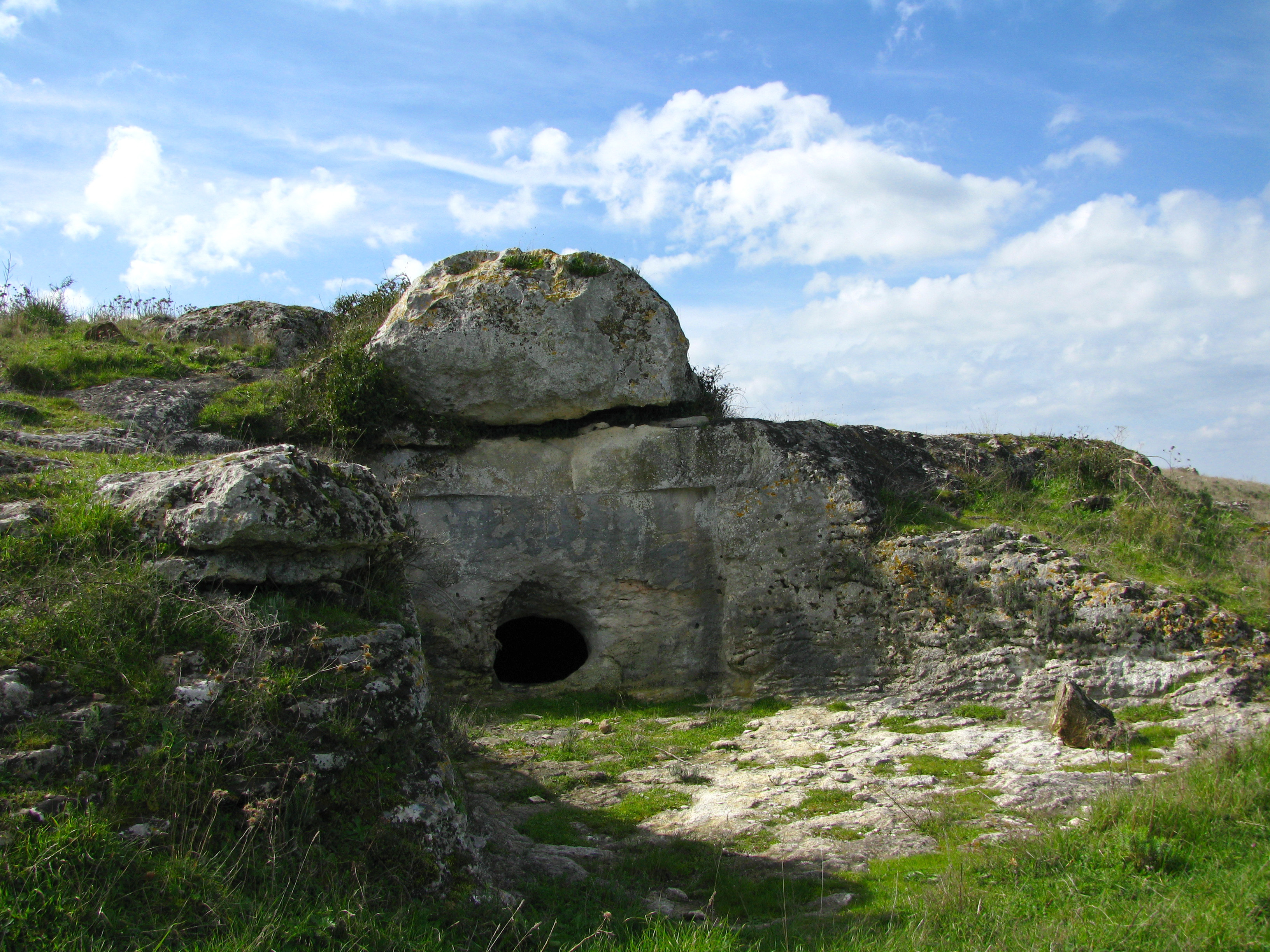
Tomba IV

Die Tomba IV der Domus de Janas von Sa Figu bei Ittiri in der Metropolitanstadt Sassari auf Sardinien ist ein ungewöhnliches Felsengrab der Nuraghenkultur, das ähnlich wie Molafa und Sos Furrighesos mit einer architektonisch als Portalstele gestalteten Front, nach Art der Gigantengräber versehen ist. Der Campo Santo von Sa Figu enthält 11 mehr oder minder zerstörte Domus de Janas.
Das am besten erhaltene Grab Tomba IV hat Ähnlichkeit mit den in der Nähe liegenden Domus de Janas von Mesu ’e Montes, Molafa, Sa Rocca und Su Lampu und Su Carralzu, da es wie diese aus einer Felswand gemeißelt wurde. Das Grab IV hat auf der Vorderseite der lediglich angedeuteten Exedra eine zweigeteilte zentrale Portalstele mit einer Breite und Höhe von etwa 3,2 m. Auf der Felswand liegt das Oberteil der Stele aus einem konischen, trapezförmigen Steinkörper (Länge etwa 8,8 m, Breite 2,8 bis 2,0 m; Höhe 1,5–1,3 m) mit drei Löchern für die Aufnahme der Baityloi. Die Kammer im Inneren ist rund und hat einen Durchmesser von etwa 6,00 m bei einer Höhe von 2,00 m.
Sa Figu ist eines von etwa 50 prähistorischen sardischen Beispielen (z. B. Molafa, Pesciarzos, Sos Furrighesos) eines Felsgrabes mit einer in Fels gehauenen Portalstele, wie sie auf der Insel ansonsten für Gigantengräber typisch ist. Orthostatengräber (eigentlich Orthostaten imitierende Gräber) sind in den Kalksteingebieten des Logudoro häufig: Campu Luntanu, Sa Rocca und Su Lampu, Su Carralzu (bei Florinas), Mesu ’e Montes oder Sas Puntas.
In der Nähe liegen die Nuraghen Corvos, Sa Menta und Su Tumbone und der Dolmen von Runara.